# Putta
Putta est un prélat anglo-saxon de la deuxième moitié du VIIe siècle. Il est évêque de Rochester au début des années 670, jusqu'à sa démission en 676. Il pourrait être devenu ensuite le premier évêque de Hereford dans les années 680, à moins qu'il ne s'agisse d'un homonyme.

## Biographie
D'après l'Histoire ecclésiastique du peuple anglais de Bède le Vénérable, Putta est nommé évêque de Rochester par l'archevêque Théodore après une période de vacance. Bède ne donne pas de date, mais cette élévation pourrait dater de 669. Quelques années plus tard, en 672 ou 673, Putta assiste au synode réuni par Théodore à Hertford aux côtés de ses collègues Bifus des Angles de l'Est, Wilfrid des Northumbriens, Leuthère des Saxons de l'Ouest et Wynfrith des Merciens,.
En 676, le royaume du Kent subit une attaque menée par le roi Æthelred de Mercie qui laisse la ville de Rochester dévastée. Putta abandonne sa charge et se réfugie auprès de Seaxwulf, le successeur de Wynfrith comme évêque des Merciens, qui lui remet une église et un petit domaine où il termine ses jours. Bède souligne que Putta est particulièrement doué dans le domaine du chant religieux, un savoir qu'il tient des membres de la mission grégorienne. Durant sa retraite, il continue à enseigner la musique sacrée à ceux qui le sollicitent.
Les listes épiscopales du siège de Hereford débutent avec un certain Putta. Le récit que fait Bède des dernières années de Putta de Rochester suggère qu'il s'agit d'un homonyme, mais l'hypothèse consistant à identifier les deux n'est pas entièrement écartée par tous les historiens,. La première apparition datée de Putta de Hereford date de 680, et son successeur, Tyrhtil, reçoit sa charge en 688 d'après le chroniqueur Jean de Worcester.